# Reserva natural de Vitim
La reserva natural de Vitim (en ruso: Витимский заповедник) es una reserva natural estricta (un 'Zapovédnik') de Rusia.

## Localización
La reserva está situada en las montañas al sureste del raión (‘distrito administrativo’) de Bodaibin del óblast de Irkutsk, 150 km al este de la ciudad de Bodaibó, 340 km al sureste de la localidad de Vitim y  460 km al este-noreste del lago Baikal, en Siberia. Cubre los tramos superiores del río Vitim, un afluente por la izquierda del río Lena, y protege una amplia variedad de ecosistemas de clima continental de gran altitud: taiga de alerce, matorrales de cedro, tundra montañosa y praderas subalpinas de las montañas Delyun-Uran y Kodar.
Se estableció formalmente el 20 de mayo de 1982 y cubre un extenso territorio de 585 838 ha (2261,9 mi²).

## Topografía
La reserva de Vitim se encuentra en un terreno montañoso escarpado con profundos valles fluviales. Asciende desde el lago Oron en el oeste hasta la cima de la cordillera de los montes de Kodar en el sur y el este de la reserva. El río Vitim corre a lo largo del límite occidental de la reserva.

## Clima y ecorregión
La reserva natural de Vítim se encuentra en la ecorregión de la taiga de Siberia Oriental. Esta ecorregión se encuentra entre el río Yeniséi y el río Lena. Su límite norte alcanza el círculo polar ártico y su límite sur alcanza los 52° de latitud norte. La vegetación dominante es la taiga de coníferas claras con alerce de Gmelin (Larix gmelinii) formando el dosel en áreas con poca capa de nieve. Esta ecorregión es rica en minerales.
El clima de la región es subártico, con invierno seco (clasificación climática de Köppen clima subártico (Dwc)). Este clima se caracteriza por veranos templados (solo 1 a 3 meses por encima de los 10 °C (50,0 °F)) e inviernos fríos con precipitaciones mensuales inferiores a la décima parte del mes de verano más lluvioso. Debido a que la reserva se encuentra en una zona templada alejada de los océanos y en un terreno eminentemente montañoso, experimenta un clima marcadamente continental. El invierno tiene un promedio de siete meses de duración, comenzando en octubre y terminando en abril.

## Flora y fauna
La vida vegetal de la reserva varía en gran medida de la altitud. Desde los fondos del valle del río hasta unos 1200 metros hay una zona forestal principalmente formada por bosque de alerces (Larix gmelinii) y algunos pinos silvestres (Pinus sylvestris) que crecen en suelos arenosos. El bosque constituye alrededor del 12 % del territorio de la reserva. Por encima de la zona forestal de 1200 metros a 1500 metros hay un cinturón de arbustos con algunos abedules y cedros; la maleza está formada principalmente por rododendro dorado (Rhododendron aureum), grosellas (Ribes nigrum) y diferentes especies de sauces. Esta zona constituye alrededor del 33 % de la reserva. Por encima de esta parte hay una zona subalpina formada por tundra y pradera alpina. Aquí hay abedules enanos, musgo y pastos. Por encima de los 2700 metros hay una zona montañosa pelada por encima de la cual la única vida vegetal son algunos tipos de líquenes. Los científicos de la reserva han registrado 1085 especies de plantas vasculares.
En el parque se han registrado hasta 46 especies de mamíferos. Los mamíferos más representativos que se pueden encontrar en la reserva incluyen el reno (Rangifer tarandus), alce (Alces alces), la oveja de las nieves (Ovis nivicola), oso pardo (Ursus arctos), el lince común (Lynx lynx), el lobo gris (Canis lupus lupus), la marta cibelina (Martes zibellina), el ciervo almizclero siberiano (Moschus moschiferus), la nutria europea (Lutra lutra) Así mismo se han registrado alrededor de 234 especies de aves, de las cuales 140 anidan en el territorio de la reserva. Las aves más típicas que se pueden encontrar en la reserva incluyen el urogallo común (tetrao urogallus), cigüeña negra (Ciconia nigra), águila real (Aquila chrysaetos), pigargo europeo (Haliaeetus albicilla), halcón peregrino (Falco peregrinus), águila pescadora (Pandion haliaetus), búho real (Bubo bubo), grulla damisela (Anthropoides virgo), grulla común (Grus grus), cisne cantor (Cygnus cygnus). También se han registrado 23 especies de peces, una de reptilesː la lagartija vivípara (Zootoca vivipara) y cuatro especies de anfibios.

## Ecoeducación y acceso
Al tratarse de una reserva natural estricta, la reserva natural de Vitim está en su mayor parte cerrada al público en general, aunque los científicos y aquellas personas con fines de «educación ambiental» pueden hacer arreglos con la administración del parque para realiza visitas guiadas. La reserva permite excursiones «ecoturísticas» al público en general con ciertas limitaciones en ciertas rutas acompañados por guardabosques de la reserva, pero requiere que la solicitud de permisos se realice con anticipación para su aprobación. La oficina principal de la reserva está en la ciudad de Bodaibó.